# Les Valls de Mascarella
Les Valls de Mascarella és una casa de Perafita (Lluçanès) inclosa a l'Inventari del Patrimoni Arquitectònic de Catalunya.

## Descripció
Construcció de planta rectangular, amb els murs de pedra reforçats amb ciment. Aquesta era una petita masoveria de la casa de Marcerella, avui abandonada i mig enrunada, que actualment ha estat reformada amb les llindes, els muntants i els ampits de les obertures. Té la planta i un pis perfectament diferenciat en l'estructuració de la façana principal on sols hi ha la porta d'entrada i dues finestres al pis.